# Вільгельм V (граф Провансу)
Вільгельм (Гільйом) V Бертран (фр. Guillaume V Bertrand; д/н — бл. 1067 або 1081) — граф Прованський і Форкальк'є в 1051—1067/1081 роках.

## Життєпис
Походив з династії Бозонідів (Прованського дому), з молодшої гілки. Старший син Фулька Бертрана, графа і маркіза Провансу, та Гільдегарди Тулузької. Народився приблизно після 1018 року. Вперше письмово згадується 1044 року, коли разом з батьком і братом Жоффруа здійснив пожертву абатству Сен-Віктора в Марселі.
1051 року після смерті батька успадкував Прованське графство, перемістивши резиденцію до замку Форкальк'є. Втім першість у Прованському графстві належала стрийкові Жоффруа I. Прованський маркізат отримав його родич Бертран з тулузького дому.
Вільгельм V згадується в акті від 1055 року про заснування церкви Св. Петра в Фонтелані, здійснене Жераром, єпископом Систерону, а також у двох пожертвах 1057 та 1063 років. 1063 року після смерті стрийка Жоффруа I розділив владу з братом. Можливо, 1063 року прийняв титул маркіза Провансу, але він не був чимось підкріплений. Того ж року надав дарування Клюнійському абатству.
Після смерті брата близько 1065 року став одноосібним графом. Втім вже 1067 року помер сам Вільгельм V, залишивши володіння єдиній доньці Аделаїді.
Втім існує слушна теорія, що Вільгельм V помер близько 1081 року, оскільки тоді вказано, що Вільгельм IV Тулузький успадкував від стрийка Бертрана маркізат Прованс. Частина дослідників ідентифікує цього Бертрана зі стрийком Бертраном (родичем по батьківській лінії). Втім імовірно ним був Вільгельм V, у якого друге ім'я було Бертран. Саме він міг успадкувати маркізат Прованс після смерті іншого Бертрана 1062 року за традицією Прованського дому. Лише після смерті Вільгельма V Бертрана Прованський маркізат міг отримати Вільгельм IV Тулузький, а до того лише мати титул маркіза Провансу. З огляду на це, Вільгельм V був графом і маркізом Провансу до смерті близько 1081 року (версії щодо його смерті у 1090 або 1094 році є менш імовірними, напевне, виникла плутанина з Бертраном II).

## Родина
1. Дружина — Тереза, донька Раміро I, короля Арагону.
Дітей не було.
2. Дружина — Аделаїда де Кавене.
Діти:
- Аделаїда (д/н—1129), дружина Ерменгола IV, графа Урхельського